# Jurgis
Jurgis ist ein litauischer männlicher Vorname, abgeleitet von Georg.  Die weibliche Form sind Jurga und Jurgita.

## Ableitungen
Jurgutis, Jurgita

## Personen
- Jurgis Aušra (* 1940), Manager und Politiker, Bürgermeister von Klaipėda
- Jurgis Bielinis (1846–1918), Bücherschmuggler
- Jurgis Gečys (1927–1997), Forstwirt und  Politiker, Vizeforstminister
- Jurgis Juozapaitis (* 1942), Komponist
- Jurgis Jurgelis (* 1942), Politiker, Mitglied des Seimas
- Jurgis Krasnickas (1957–2020), Politiker, Bürgermeister von Alytus
- Jurgis Kunčinas (1947–2002),  Schriftsteller, Übersetzer und Germanist
- Jurgis Mačiūnas (1931–1978), Künstler
- Jurgis Matulaitis (1871–1927),  katholischer Seliger, Erzbischof von Vilnius sowie Ordensgründer
- Jurgis Palaima (1914–2009), Sportpsychologe, Rektor der Sportuniversität Litauens
- Jurgis Razma (* 1958), Politiker, Parlamentsvizepräsident
- Jurgis Šaulys (1879–1948), Politiker
- Jurgis Staševičius (* 1958), Politiker
- Jurgis Utovka (* 1956), Politiker, Mitglied des Seimas

Zwischenname
- Algirdas Jurgis Bajarkevičius (1947–1996), Schachfunktionär
- Vytautas Jurgis Bubnys (1932–2021), Schriftsteller und Politiker
- Algimantas Jurgis Čekuolis (1931–2025), Journalist, Publizist, Reiseführer
- Gintautas Jurgis Plungė (* 1938),  Schachtrainer und Schiedsrichter